# Rhodiatoce
La Rhodiatoce S.p.A. è stata un'importante azienda italiana operante nel settore delle tecnofibre.

## Storia

### Origini
Venne fondata nel 1928 (come associazione temporanea di imprese) dalla Montecatini e dalla francese Rhône-Poulenc, che deteneva i brevetti principali, con il nome di Rhodiaseta. Nello stesso anno fu avviata la costruzione del nuovo stabilimento di Pallanza per la produzione e la filatura del rayon secondo il procedimento acetato.
Già nel 1924 la Montecatini aveva preso il controllo della Società Elettrochimica del Toce con sede a Villadossola, dove sviluppò la produzione dell'acido acetico (intermedio fondamentale per la produzione, nel vicino stabilimento di Pallanza, dell'acetato di cellulosa); nello stabilimento di Novara venivano invece prodotti il nylon 6,6 e i suoi intermedi, l'acido adipico e l'esametilendiammina.
La legislazione di quel tempo introdusse però il divieto di usare la parola seta per indicare prodotti diversi dalla seta naturale. Rhodiaseta diventò pertanto Rhodiaceta, anche perché in francese le due espressioni hanno un suono simile. Nel 1951, la fusione tra la Società Elettrochimica del Toce (controllata dalla Montecatini) e la stessa Rhodiaceta portarono al cambiamento di denominazione definitivo in Rhodiatoce.

### Nailon, Vinavil e Terital
Nel dopoguerra la produzione principale e più famosa sarà quella del nylon 6,6 (con il marchio commerciale Nailon Rhodiatoce), prodotto nello stabilimento di Pallanza in esclusiva fino alla scadenza dei brevetti Rhône-Poulenc. Solo successivamente, a Villadossola, verrà meno la produzione dell'acido acetico per far posto alla nuova produzione di acetato di vinile, che porterà allo sviluppo di collanti conosciuti con il nome commerciale di Vinavil Rhodiatoce.
Un'altra produzione di rilievo riguardava le fibre poliestere, commercializzate con il marchio commerciale Terital Rhodiatoce e prodotte nello stabilimento di Casoria; l'azienda per molti anni difese il Terital come marchio di qualità, mettendo anche un tracciante per riconoscerlo dagli altri poliesteri.

### L'entrata nel gruppo Montedison e la nascita della Montefibre
Nel 1966 seguì le vicende della fusione della Montecatini con la Edison, che portarono alla nascita del gruppo Montedison. Dopo l'uscita della Rhône-Poulenc dalla partecipazione paritaria, che portò anche alla scadenza dei brevetti sul nylon, nel 1972 venne incorporata, insieme alla Polymer, nella Châtillon, che assunse la denominazione di Montefibre, società creata da Montedison per riunificare le attività del gruppo in tema di tecnofibre. A seguito di questa operazione, le attività di produzione degli intermedi per il nylon 6,6 (nello stabilimento di Novara) passeranno ad una nuova società, sempre del gruppo Montedison, che venne denominata Comina, mentre il settore dei collanti (stabilimento di Villadossola) assumerà la denominazione di Vinavil.

## Campagne pubblicitarie
Ai tempi di Carosello ebbe grande successo  So' Caio Gregorio, er guardiano der Pretorio,  c'ho ddu' metri de torace, fa' la guerra nun me piace, che reclamizzava il marchio di qualità Scala d'oro.